# Shadow Dancer
Shadow Dancer je britsko-irsko filmové drama, které natočil režisér James Marsh. Předlohou mu byl stejnojmenný román Toma Bradbyho, který rovněž napsal scénář pro film. Děj se odehrává v devadesátých letech dvacátého století v Belfastu. Hlavní roli zde hraje člen vojenské organizace IRA, který poskytuje informace bezpečnostní službě MI5. Premiéru měl 24. ledna 2012 na festivalu Sundance Film Festival.

## Obsazení
| Clive Owen          | Mac             |
| Andrea Riseborough  | Colette McVeigh |
| Gillian Andersonová | Kate Fletcher   |
| Aidan Gillen        | Gerry           |
| Domhnall Gleeson    | Connor          |
| Brid Brennan        | Ma              |
| David Wilmot        | Kevin Mulville  |
| Stuart Graham       | Ian Gilmour     |
| Martin McCann       | Brendan         |